# Pseudovertagus nobilis
Espèce
Pseudovertagus nobilis est une espèce de mollusques gastéropodes marins appartenant à la famille des Cerithiidae.
- Répartition : ouest des régions Indo-Pacifique.
- Longueur : 14 cm.